# Белинда Бенчич
Белинда Бенчич (на словашки: Belinda Benčičová, Белинда Бенчичова) е швейцарска тенисистка от словашки произход.
Бенчич има две титли на сингъл и две на двойки от тура на WTA, както и две титли на сингъл и две на двойки от веригата на ITF. На 17 август 2015 г. тя се изкачва до рекордното за нея 12-о място в световната ранглиста за жени. На двойки нейното най-високо класиране е номер 70.
През 2012 г. Бенчич прави своето дебютно участие в отборното първенство Фед къп, състезавайки се за отбора на Швейцария. През 2013 г. тя е шампионка на Ролан Гарос и Уимбълдън за девойки. Също така три пъти е финалистка на юношеските двойки – US Open през 2012 и 2013 г. и Уимбълдън през 2012 г. В турнирите от Големия шлем Бенчич е четвъртфиналистка на US Open 2014, а по пътя си отстранява две тенисистки от първата десетка – Анджелик Кербер и бившата номер 1 Йелена Янкович. Доброто ѝ представяне я извежда до първите 40 за първи път. През 2015 г. Бенчич печели първата си титла (Аегон Интернешънъл 2015), където във финалната среща побеждава Агнешка Радванска. Така тя пробива в топ 20. През август същата година Бенчич триумфира с най-големия трофей в кариерата си на Роджърс Къп 2015. По време на състезанието тя надиграва шест финалистки в турнири от Големия шлем – Южени Бушар, Каролине Возняцки, Сабине Лисицки, Ана Иванович, Серина Уилямс (световната номер 1) и Симона Халеп.

## Биография
Белинда Бенчич е родена на 10 март 1997 г. в швейцарския град Флавил.
Неин треньор е баща ѝ Иван и Мелани Молитър (майката на Мартина Хингис). Започва да играе тенис на 4-годишна възраст в училището за тенис на Молитър. Майка ѝ се казва Дана, а брат ѝ – Брайън. През 1968 г. родителите емигрирали от тогавашна Чехословакия в Швейцария. Харесва да гледа филми и да се среща с приятели.

## Финали на турнири отWTA Тур

### Сингъл: 4 (2 – 2)
| Легенда                              |
| ------------------------------------ |
| Турнири от Големия шлем (0 – 0)      |
| Шампионат на WTA Тур (0 – 0)         |
| Задължителни Висши & Висши 5 (1 – 0) |
| Висши (1 – 0)                        |
| Международни (0 – 2)                 |

| Финали по настилка |
| ------------------ |
| Твърда (1 – 1)     |
| Трева (1 – 1)      |
| Клей (0 – 0)       |
| Мокет (0 – 0)      |

| Изход      | No. | Дата       | Турнир                                     | Настилка | Опонент           | Резултат                                |
| ---------- | --- | ---------- | ------------------------------------------ | -------- | ----------------- | --------------------------------------- |
| Финалистка | 1.  | 06/10/2014 | Тиендзин Оупън Тиендзин, Китай             | Твърда   | Алисън Риск       | 3 – 6, 4 – 6                            |
| Финалистка | 2.  | 14/06/2015 | Топшелф Оупън Росмален, Нидерландия        | Трева    | Камила Джорджи    | 5 – 7, 3 – 6                            |
| Шампионка  | 1.  | 27/06/2015 | Аегон Интернешънъл Истборн, Великобритания | Трева    | Агнешка Радванска | 6 – 4, 4 – 6, 6 – 0                     |
| Шампионка  | 2.  | 16/08/2015 | Роджърс Къп Торонто, Канада                | Твърда   | Симона Халеп      | 7 – 6(7 – 5), 6 – 7(4 – 7), 3 – 0, отк. |

### Двойки: 2 (2 – 0)
| Легенда                              |
| ------------------------------------ |
| Турнири от Големия шлем (0 – 0)      |
| Шампионат на WTA Тур (0 – 0)         |
| Задължителни Висши & Висши 5 (0 – 0) |
| Висши (0 – 0)                        |
| Международни (2 – 0)                 |

| Финали по настилка |
| ------------------ |
| Твърда (1 – 0)     |
| Трева (0 – 0)      |
| Клей (1 – 0)       |
| Мокет (0 – 0)      |

| Изход     | No. | Дата       | Турнир                     | Настилка | Партньор            | Опоненти                         | Резултат            |
| --------- | --- | ---------- | -------------------------- | -------- | ------------------- | -------------------------------- | ------------------- |
| Шампионки | 1.  | 01/05/2015 | Прага Оупън, Прага, Чехия  | Клей     | Катерина Синякова   | Катерина Бондаренко Ева Хрдинова | 6 – 2, 6 – 2        |
| Шампионки | 3.  | 08/08/2015 | Сити Оупън, Вашингтон, САЩ | Твърда   | Кристина Младенович | Лара Аруабарена Андрея Клепач    | 7 – 5, 7 – 6(9 – 7) |

## ITF финали (4 – 2)

### Сингъл (2 – 1)
| Легенда          |
| ---------------- |
| $100 000 турнири |
| $75 000 турнири  |
| $50 000 турнири  |
| $25 000 турнири  |
| $15 000 турнири  |
| $10 000 турнири  |

| Финали по настилка |
| ------------------ |
| Твърда (2 – 0)     |
| Клей (0 – 0)       |
| Трева (0 – 1)      |
| Мокет (0 – 0)      |

| Изход      | No. | Дата              | Турнир                 | Настилка | Опонент          | Резултат            |
| ---------- | --- | ----------------- | ---------------------- | -------- | ---------------- | ------------------- |
| Шампионка  | 1.  | 17 септември 2012 | Шарм ел-Шейх 7, Египет | Твърда   | Фатма Ал Набхани | 6 – 3, 7 – 6(7 – 4) |
| Шампионка  | 2.  | 24 септември 2012 | Шарм ел-Шейх 8, Египет | Твърда   | Барбара Хаас     | 6 – 4, 6 – 0        |
| Финалистка | 1.  | 14 октомври 2013  | Макинохара, Япония     | Трева    | Зарина Диас      | 3 – 6, 4 – 6        |

### Двойки (2 – 1)
| Легенда          |
| ---------------- |
| $100 000 турнири |
| $75 000 турнири  |
| $50 000 турнири  |
| $25 000 турнири  |
| $15 000 турнири  |
| $10 000 турнири  |

| Финали по настилка |
| ------------------ |
| Твърда (1 – 0)     |
| Клей (1 – 0)       |
| Трева (0 – 1)      |
| Мокет (0 – 0)      |

| Изход      | No. | Дата              | Турнир                 | Настилка | Партньор          | Опонент                                | Резултат                      |
| ---------- | --- | ----------------- | ---------------------- | -------- | ----------------- | -------------------------------------- | ----------------------------- |
| Шампионки  | 1.  | 17 септември 2012 | Шарм ел-Шейх 7, Египет | Твърда   | Лу Бруло          | Олга Брозда Ганна Пивен                | 7 – 6(7 – 3), 3 – 6, [10 – 6] |
| Шампионки  | 2.  | 17 юни 2013       | Ленцерхайд, Швейцария  | Клей     | Катерина Синякова | Вероника Кудерметова Диана Марцинкевич | 6 – 0, 6 – 2                  |
| Финалистки | 1.  | 21 октомври 2013  | Хамамацу, Япония       | Трева    | София Шапатава    | Шуко Аояма Джунри Намигата             | 4 – 6, 3 – 6                  |